# 亞赫尼夫齊
49°37′23″N 26°19′31″E / 49.62306°N 26.32528°E
亞赫尼夫齊（烏克蘭語：Яхнівці）是位於烏克蘭西部的村莊，由赫梅利尼茨基州裡赫梅利尼茨基區的沃洛奇斯克市鎮負責管轄。該村始建於1845年，面積3.33平方公里，海拔高度296米，2001年人口849，人口密度每平方公里255人。